# Blinking Lights and Other Revelations
Albums de Eels
Shootenanny!
(2003) Hombre Lobo : 12 Songs of Desire
(2009)
Blinking Lights and Other Revelations est le sixième album du groupe de rock expérimental Eels, fondé en 1995 par le chanteur Mark Oliver Everett. Cet album est sorti en 2005.

## Titres
Disque 1
| No  | Titre                                                     | Durée |
| --- | --------------------------------------------------------- | ----- |
| 1.  | Theme from Blinking Lights                                | 1:44  |
| 2.  | From Which I Came/A Magic World                           | 3:13  |
| 3.  | Son of a Bitch (E and Jim Lang)                           | 2:27  |
| 4.  | Blinking Lights (For Me)                                  | 2:01  |
| 5.  | Trouble with Dreams                                       | 4:33  |
| 6.  | Marie Floating Over the Backyard                          | 2:03  |
| 7.  | Suicide Life                                              | 2:41  |
| 8.  | In the Yard, Behind the Church                            | 4:05  |
| 9.  | Railroad Man                                              | 4:16  |
| 10. | The Other Shoe                                            | 2:32  |
| 11. | Last Time We Spoke                                        | 2:22  |
| 12. | Mother Mary                                               | 3:21  |
| 13. | Going Fetal                                               | 2:21  |
| 14. | Understanding Salesmen                                    | 2:43  |
| 15. | Theme for a Pretty Girl That Makes You Believe God Exists | 2:06  |
| 16. | Checkout Blues                                            | 2:27  |
| 17. | Blinking Lights (For You)                                 | 2:00  |

Disque 2
| No  | Titre                                                       | Durée |
| --- | ----------------------------------------------------------- | ----- |
| 1.  | Dust of Ages (E and Jim Jacobsen)                           | 2:21  |
| 2.  | Old Shit/New Shit                                           | 3:17  |
| 3.  | Bride of Theme from Blinking Lights                         | 1:52  |
| 4.  | Hey Man (Now You're Really Living)                          | 3:02  |
| 5.  | I'm Going to Stop Pretending That I Didn't Break Your Heart | 3:56  |
| 6.  | To Lick Your Boots (Peter Buck and E)                       | 3:30  |
| 7.  | If You See Natalie                                          | 3:41  |
| 8.  | Sweet Li'l Thing                                            | 3:27  |
| 9.  | Dusk: A Peach in the Orchard (E and John Sebastian)         | 1:17  |
| 10. | Whatever Happened to Soy Bomb                               | 2:26  |
| 11. | Ugly Love                                                   | 2:58  |
| 12. | God's Silence                                               | 1:26  |
| 13. | Losing Streak                                               | 2:52  |
| 14. | Last Days of My Bitter Heart                                | 1:35  |
| 15. | The Stars Shine in the Sky Tonight (E and Lang)             | 3:31  |
| 16. | Things the Grandchildren Should Know                        | 5:22  |